# Battaglia di Marsa Matruh
La battaglia di Marsa Matruh fu combattuta dal 26 al 29 giugno 1942 nei pressi della cittadina di Marsa Matruh in Egitto, nell'ambito dei più ampi scontri della campagna del deserto occidentale della seconda guerra mondiale. La battaglia fece seguito alla sconfitta dell'Eighth Army britannica del generale Claude Auchinleck nella precedente battaglia di Ain el-Gazala.
Il 27 giugno 1942 la 90. leichte Afrika-Division guidata dal generale tedesco Ulrich Kleeman, con soli 1 500 uomini, riuscì ad aprirsi un varco tra il X Corps britannico (del generale William Holmes) e il XIII Corps (del generale William Gott) britannici, portando letteralmente lo scompiglio tra le linee nemiche. Tra il 28 e il 29 giugno, la divisione corazzata italiana "Littorio" e la 90. leichte Division circondarono Marsa Matruh; i britannici tentarono di contrattaccare senza successo. Il giorno dopo, le forze britanniche si ritirarono anche da Marsa Matruh dove entrò per primo il 7º Reggimento bersaglieri del colonnello Scirocco, facendo molti prigionieri e liberando nel contempo molti italiani e tedeschi. In totale i britannici lasciarono nelle mani nemiche altri 8 000 prigionieri e un gran quantitativo di materiale vario.

## Antefatti

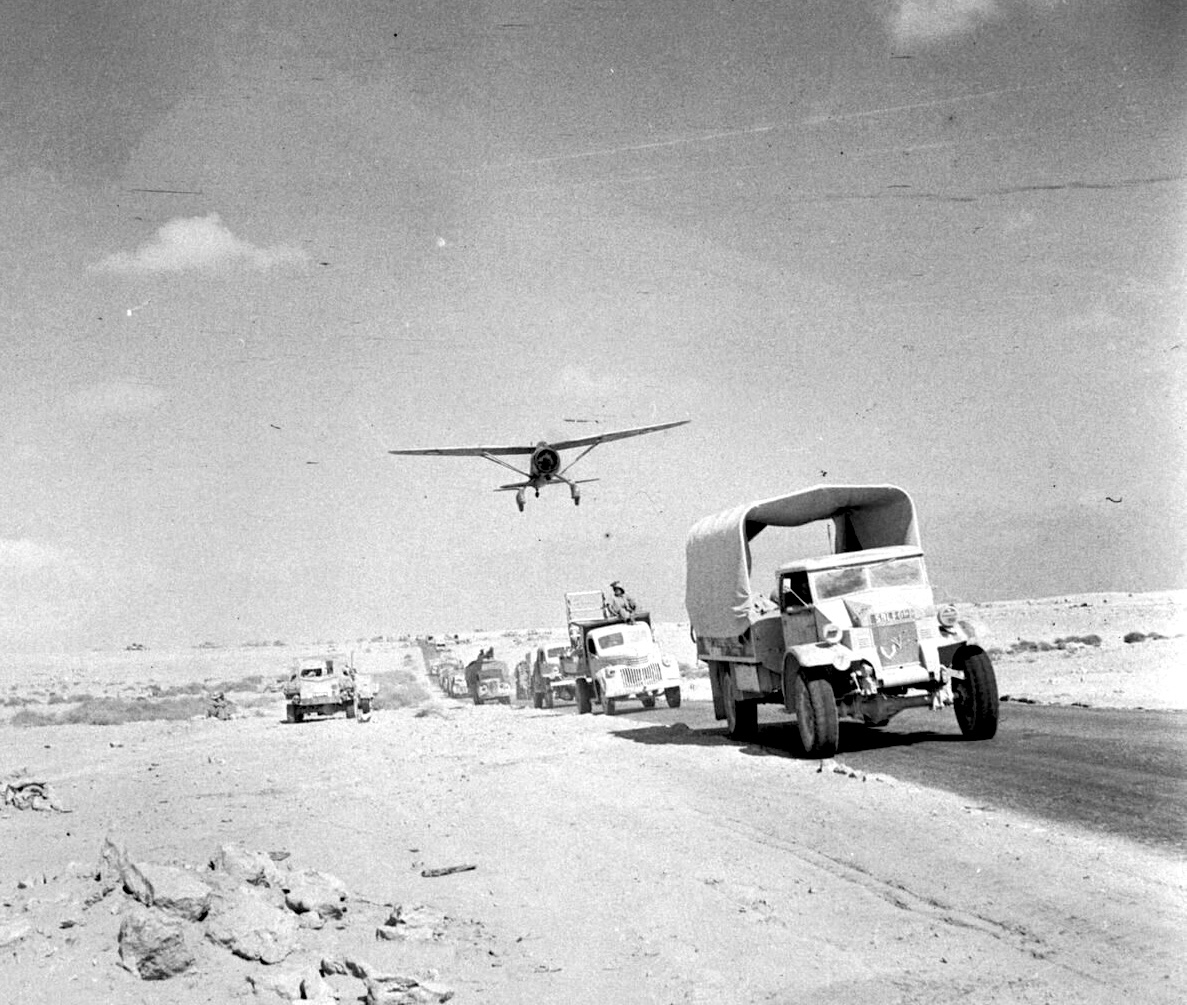
Una colonna di truppe britanniche in ritirata dalla Libia dopo la battaglia di Ain el-Gazala

Dopo la sconfitta dell'Eighth Army britannica nella battaglia di Ain el-Gazala, le forze degli Alleati in Libia furono costrette a ritirarsi verso est; i britannici lasciarono comunque a Tobruch una guarnigione, ritenuta abbastanza forte da tenere il porto mentre il resto dell'Eighth Army si riorganizzava in Egitto e rimpiazzava le perdite subite. Il comando britannico non aveva preparato Tobruch per resistere a un lungo assedio, ma aveva pianificato una controffensiva per rientrare in Libia e rilevare la guarnigione del porto nel giro di due mesi; fu quindi un profondo shock per i britannici il fatto che le forze dell'Asse riuscissero a conquistare Tobruch in un giorno, il 21 giugno 1942. La resa di Tobruch fu per loro un duro colpo, e non solo psicologico, poiché ora la Panzerarmee Afrika italo-tedesca di Erwin Rommel veniva a disporre di un porto e di ampi rifornimenti catturati al nemico, oltre ad essere sollevata dalla necessità di distaccare forze dal fronte principale per mantenere l'assedio di una piazzaforte nemica nelle sue retrovie e potere così invadere l'Egitto per la seconda volta.
Rommel diede alla 21. Panzer-Division un solo giorno di tempo per raggrupparsi e riorganizzarsi, per poi essere lanciata lungo la strada costiera che congiungeva Libia ed Egitto all'inseguimento del grosso della Eighth Army mirando a costringerla alla battaglia e sconfiggerla prima che potessero attestarsi dietro una solida linea difensiva di truppe fresche. Benché le forze italo-tedesche fossero gravemente indebolite dagli scontri di Ain el-Gazala, Rommel aveva dalla sua velocità, astuzia e sorpresa.
Il 22 giugno 1942 il generale Claude Auchinleck, a capo del Middle East Command britannico, presentò le sue dimissioni che vennero respinte. Per rallentare l'avanzata dell'Asse in Egitto, il comando britannico voleva porre il XIII Corps del tenente generale William Gott a difesa della vecchia linea di reticolatialla frontiera con la Cirenaica. Le forze dell'Asse raggiunsero il reticolato di frontiera il 23 giugno, poco dopo l'arrivo del XIII Corps: fu presto chiaro che i britannici non avevano tempo d'allestire la difesa e la Eighth Army mancava dei reparti corazzati con cui proteggere il fianco meridionale della posizione, completamente scoperto; pertanto Gott rinunciò ad ingaggiare le forze della Panzerarmee Afrika affrettandosi ad ordinare un ripiegamento di altri 190 chilometri verso est alla volta di Marsa Matruh. La retroguardia britannica tentò di distruggere i depositi di combustibile e munizioni allestiti nella zona di frontiera, dopodiché si ritirò; l'alto comando britannico ordinò quindi alla Eighth Army di fermare l'avanzata degli italo-tedeschi a Marsa Matruh.
Rommel richiese e ottenne dai suoi superiori libertà di movimento per inseguire l'Eighth Army in Egitto. Carburante, munizioni ed equipaggiamento addizionale furono recuperati dalle scorte abbandonate dai britannici, e Rommel avanzò per tutta la notte e il giorno successivo, incontrastato dalle forze di terra britanniche ma esposto all'aumento degli attacchi aerei: la Desert Air Force britannica stava infatti rafforzando i suoi ranghi e si trovava ad operare molto più vicino alle sue basi principali in Egitto, mentre la Luftwaffe tedesca e la Regia Aeronautica italiana si stavano allontanando dai loro aeroporti in Libia.
Dopo i rovesci subiti a Gazala e Tobruch, l'Eighth Army era disorganizzata e scossa, per quanto non demoralizzata. Il generale Auchinleck si convinse della necessità di un cambio di comando, e il 25 giugno subentrò egli stesso al generale Neil Ritchie alla guida dell'Eighth Army. Per Auchinleck era ormai evidente che reparti poco mobili erano impotenti contro le forze mobili, e che non poteva più permettersi di perdere altre truppe: trasferì quindi consistenti trasporti motorizzati per motorizzare completamente la fanteria del XIII Corps, chiarì che la sua priorità era mantenerne il più possibile intatti i reparti e sottolineò che le forze dell'Eighth Army schierate a Marsa Matruh non dovevano lasciarsi tagliare fuori dal nemico. L'ultima posizione difensiva favorevole prima della grande base logistica di Alessandria d'Egitto era il villaggio di El Alamein: lì Auchinleck avviò l'allestimento di difese fisse, ma era intenzionato a combattere una battaglia difensiva mobile tra Marsa Matruh ed El Alamein.

## Piani e schieramenti

### Marsa Matruh

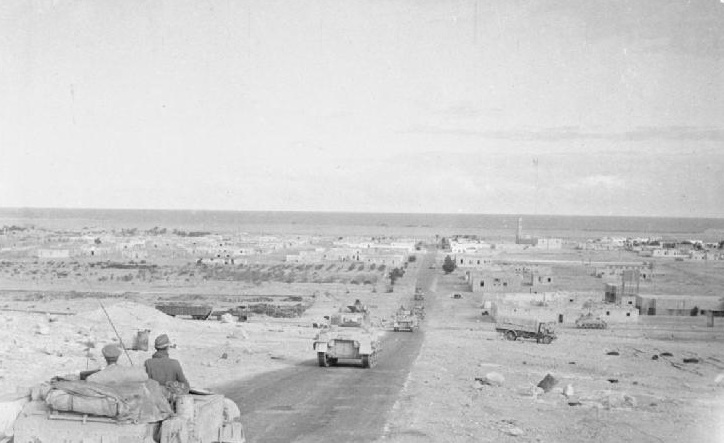
Una veduta di Marsa Matruh nel 1942

Nel 1942 Marsa Matruh era un piccolo porto 190 chilometri a est della frontiera libico-egiziana, a metà strada circa tra il limite orientale della Cirenaica ed El Alamein. Una linea ferroviaria lo collegava ad Alessandria d'Egitto. Il porto era lungo 2,4 km e racchiudeva un piccolo ancoraggio in acque profonde, rendendo la cittadina una Tobruch in piccola scala. La posizione di Marsa Matruh era stata fortificata dai britannici nel 1940 prima dell'invasione italiana dell'Egitto ed era stata ulteriormente rafforzata durante i preparativi per la successiva operazione Crusader, facendo della cittadina l'ultima fortezza costiera in mano agli Alleati. La città si trova su una sottile pianura costiera che si estende nell'entroterra per 16 chilometri fino a una scarpata; più a sud una seconda stretta pianura si estende per 19 chilometri fino alla scarpata di Sidi Hamaza. All'estremità orientale di questa scarpata vi è la pista di Minqar Qaim, mentre al di là della scarpata superiore si trova l'alto deserto, che si estende per 130 chilometri a sud fino alla depressione di Qattara. L'accesso occidentale alla città era minato, e i campi minati erano poi stati estesi attorno all'accesso meridionale, ma l'accesso orientale alla fortezza era ancora aperto; un aeroporto era collocato appena nell'entroterra.

### Piani dell'Asse
Il piano generale di Rommel era sconfiggere pesantemente l'Eighth Army prima che potesse raggrupparsi dietro una solida linea difensiva e ricostruire i propri ranghi con truppe fresche. Dopo aver inflitto un grave colpo alle forze corazzate britanniche a Gazala, Rommel era ora intenzionato a distruggere la maggior parte della loro fanteria intrappolandola all'interno di Marsa Matruh: il tedesco sperava che quattro divisioni fossero stanziate all'interno della cittadina e che i resti delle forze corazzate britanniche si trovassero a sud di essa. Rommel pianificò quindi di respingere queste ultime per permettere alla 90. leichte Afrika-Division di circondare Marsa Matruh.
Le prime unità da ricognizione tedesche arrivarono in vista di Marsa Matruh nel pomeriggio del 25 giugno; Rommel pianificò l'inizio del suo attacco per il giorno successivo, ma nella mattina del 26 giugno una colonna di rifornimento dell'Asse venne distrutta dai britannici causando una carenza di caburante ai reparti destinati all'attacco, che fu rimandato al pomeriggio. Rommel disponeva di limitate informazioni circa la disposizione dei reparti britannici a Marsa Matruh, in parte per mancanza di ricognizione aerea e in parte per la perdita della sua unità di intercettazione dei segnali radio nemici, il 612º Battaglione trasmissioni, della cui esistenza i britannici erano venuti a conoscenza e che era stato braccato e distrutto durante la battaglia di Gazala.

### Piani degli Alleati

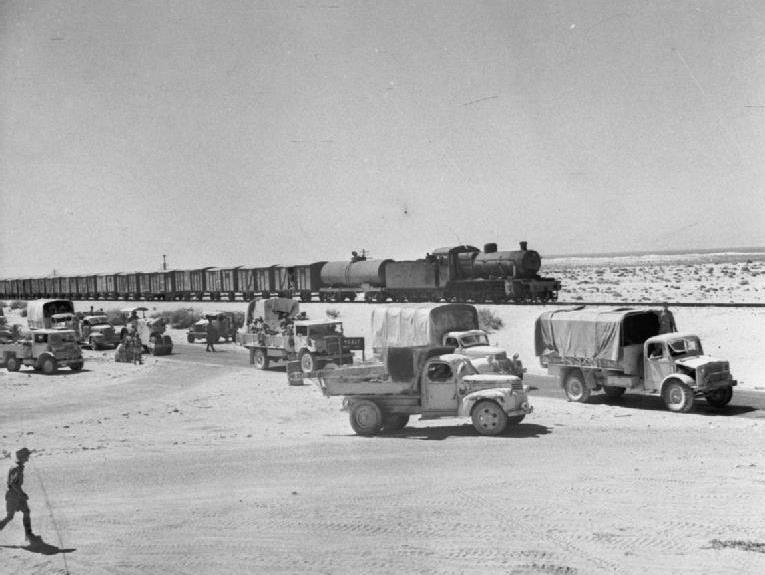
Autocarri britannici intenti a trasportare rifornimenti scaricati dalla ferrovia nelle vicinanze di Marsa Matruh

Auchinleck aveva fatto preparare le difese di Marsa Matruh perché fossero presidiate dal XXX Corps, il quale tuttavia fu poi ritirato sulla posizione di El Alamein; la posizione di Marsa Matruh fu quindi rilevata dal X Corps del tenente generale William Holmes, composto da due divisioni di fanteria: la 10th Indian Infantry Division occupava Marsa Matruh vera e propria, mentre la 50th (Northumbrian) Infantry Division era a est della città a presidio delle retrovie. A sud dell'abitato, il XIII Corps di Gott aveva preso posizione sul terreno elevato sopra la seconda scarpata. Auchinleck ordinò ai comandanti dei due corpi di offrire al nemico la resistenza più dura possibile; se fosse stato attaccato uno solo dei corpi, l'altro doveva cogliere l'opportunità per attaccare il fianco scoperto delle forze dell'Asse.
Il XIII Corps comprendeva una brigata della 5th Indian Infantry Division, la 2nd New Zealand Division e la 1st Armoured Division: la prima era collocata a sud della città nei pressi della scarpata di Sidi Hamaza; la divisione neozelandese, recentemente arrivata dalla Siria, aveva preso posizione al limite orientale della scarpata, lungo la pista di Minqar Qaim. La 1st Armoured Division aveva schierato la 22nd Armoured Brigade nel deserto circa 8 chilometri a sud-ovest; la divisione era stata recentemente rinforzata dalla 7th Motorised Brigade e dalla 4th Armoured Brigade distaccate dalla 7th Armoured Division, le quali proteggevano il fronte della Eighth Army da una manovra di aggiramento da sud. Le unità corazzate britanniche avevano perso tutti i loro carri armati negli scontri di Gazala ma avevano ricevuto dei rimpiazzi, mettendo in campo un totale di 159 carri inclusi 60 M3 Lee/Grant di costruzione statunitense armati con cannone da 75 mm.
Tra i due corpi d'armata vi era una pianura contornata da scarpate e difesa da un campo minato coperto da due colonne di truppe della 29th Indian Infantry Brigade, denominate Gleecol e Leathercol,  ciascuna ccompoar da due plotoni di fanteria e un distaccamento di artiglieria. Ordini e contrordini provocarono confusione nei comandanti britannici: le forze britanniche dovevano ingaggiare l'Asse e infliggere il maggior logoramento possibile, ma non potevano rischiare di essere avvolte e distrutte. A Marsa Matruh le unità dell'Eighth Army erano molto più forti di quelle tedesche e italiane, ma la loro efficacia era ridotta da obiettivi contrastanti. C'era poco coordinamento e la comunicazione era scarsa dal livello di corpo d'armata in giù.

## La battaglia

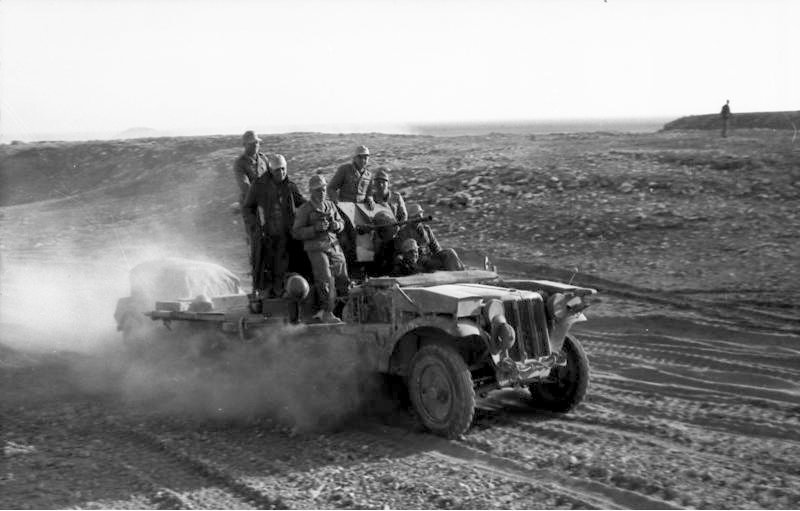
Un veicolo semicingolato tedesco armato con una mitragliera antiaerea da 20 mm in movimento nel deserto nordafricano

Ritardi nel portare le unità in posizione e rifornirle fecero in modo che l'attacco dell'Asse non avesse inizio fino a metà del pomeriggio del 26 giugno. La 21. Panzer-Division mosse attraverso la corta pianura tra le due scarpate in direzione di Marsa Matruh con la 90. leichte Afrika-Division sul suo fianco sinistro, mentre la 15. Panzer-Division mosse attraverso la piana sopra la seconda scarpata con gli italiani del XX Corpo d'armata a seguire. La 90. Division e la 21. Panzer-Division si fecero strada attraverso il campo minato e spazzarono via la Gleecol e la Leathercol, ma sull'altopiano desertico la 15. Panzer-Division si scontrò con la 22nd Armoured Brigade e la sua avanzata fu frenata. All'alba del 27 giugno, la 90. Division riprese la sua avanzata e travolse le posizioni del 9th Battalion, Durham Light Infantry, schierato a 27 chilometri a sud di Marsa Matruh; mentre muovevano verso est, tuttavia, i reparti della divisione finirono sotto il fuoco dell'artiglieria della 50th (Northumbrian) Division e dovettero mettersi al riparo. Più a sud, Rommel si mise in moto insieme alla 21. Panzer-Division e, sotto la copertura di un duello tra le opposte artiglierie, i carri tedeschi iniziarono un movimento aggirante attraverso il fronte tenuto dalla 2nd New Zealand Division in direzione degli approcci orientali di Minqar Qaim; i carri tedeschi incapparono nei trasporti divisionali dei neozelandesi a Minquar Qaim e li dispersero: sebbene il grosso della 2nd New Zealand Division stesse contenendo con efficacia gli attacchi della 21. Panzer-Division sul suo fronte, la sua via di ritirata era ora interrotta. A mezzogiorno del 27 giugno Auchinleck inviò un ordine ai suoi comandanti di corpo d'armata, secondo cui se vi fosse stato il pericolo di un loro accerchiamento dovevano immediatamente irrompere fuori ed evitare di essere distrutti; Rommel nel frattempo si spostò più a nord e si unì ai ranghi della 90. Division e convinse le truppe a riprendere l'avanzata in direzione della strada costiera. Al calare del buio la 90. Division aveva raggiunto la rotabile, bloccando la principale via di ritirata del X Corps britannico.
Con la linea di ritirata della 2nd New Zealand Division interrotta, Gott decise di ritirarsi con il favore del buio e comunicò la sua decisione al quartier generale dell'Eighth Army. In realtà, erano i tedeschi a trovarsi in una situazione pericolosa: la 90. Division occupava uno stretto saliente isolato lungo la strada costiera; la 21. Panzer-Division era 24 chilometri più indietro, pressata duro dai neozelandesi, mentre la 15. Panzer-Division e il XX Corpo italiano erano bloccati dalla resistenza della 1st Armoured Division. Gott non vide le opportunità che questa situazione creava, e si preoccupò solo di far uscire le sue forze intatte dalla battaglia; il britannico riferì delle sue intenzioni al comando della Eighth Army e pianificò di attestarsi su una seconda posizione difensiva a Fukah, 48 chilometri a est di Marsa Matruh.

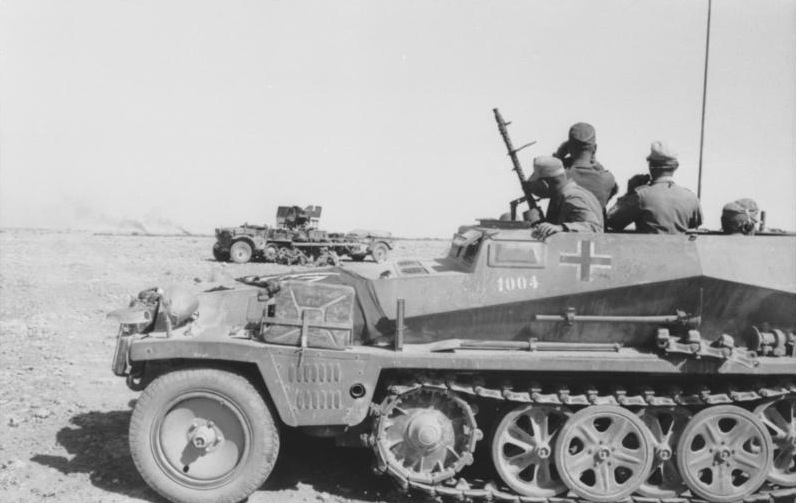
Panzergrenadier dell'Afrika Korps a bordo di un semicingolato Sd.Kfz. 250

Alle 21:20 del 27 giugno, Auchinleck ordinò all'intera Eighth Army di ripiegare verso est in direzione di Fukah. Il comandante della 2nd New Zealand Division, il generale Bernard Freyberg, era rimasto ferito al collo da una scheggia di granata e passò la guida della divisione al generale Lindsay Merritt Inglis, comandante della 4th Brigade; Inglis scelse la sua brigata per aprirsi la strada combattendo in direzione est per poi farsi seguire dal quartier generale divisionale e dalla 5th Brigade, senza bombardamento preliminare per cogliere di sorpresa i tedeschi. L'inizio dell'attacco dei neozelandesi venne ritardato fino alle 02:00 del 28 giugno, in attesa che l'unità scelta del 28th (Māori) Battalion venisse portata in linea; una volta formati i tre battaglioni della 4th Brigade si avviarono lungo la scarpata. Inastate le baionette, i neozelandesi caricarono lungo la pista di Minqar Qaim direttamente contro le posizioni di un battaglione di panzergrenadier della 21. Panzer-Division: i tedeschi non si erano avveduti dell'avanzata dei neozelandesi finché questi non furono quasi su di loro, e la 2nd New Zealand Division si fece strada attraverso le posizioni della 21. Panzer-Division.
Il combattimento fu feroce e confuso, con vari scontri corpo a corpo, e diversi feriti tedeschi finirono uccisi a baionettate dai neozelandesi, un fatto per il quale il comando tedesco emise poi una formale protesta; raggiunto l'altro lato delle posizioni tedesche, la 4th Brigade neozelandese si raggruppò e proseguì nella sua ritirata verso est lungo la scarpata. Mentre questo attacco era ancora in corso, Inglis si preoccupò per il ritardo accumulato e per l'avvicinarsi dell'alba, e decise di portare il resto della divisione su una strada diversa: sovraccaricando qualunque mezzo di trasporto disponibile, il generale condusse il suo quartier generale, la riserva divisionale e la 5th Brigade più verso sud, finendo con l'incappare nelle posizioni tenute da un battaglione di carri armati della 21. Panzer-Division. Nello scontro confuso che ne seguì un certo numero di autocarri e ambulanze neozelandesi venne colpito e incendiato, ma il grosso delle forze riuscì a sgattaiolare via. Ordini formali erano stati emessi per una ritirata dell'intero XII Corps a Fukah, ma non è chiaro se il comando della 2nd New Zealand Division li ricevette mai: gli elementis parsi della divisione continuarono a ritirarsi verso est fino a raggiungere la posizione di El Alamein. In tre giorni di scontri i neozelandesi riportarono 800 perdite, ma circa 10000 uomini riuscirono a rompere l'accerchiamento e fuggire.

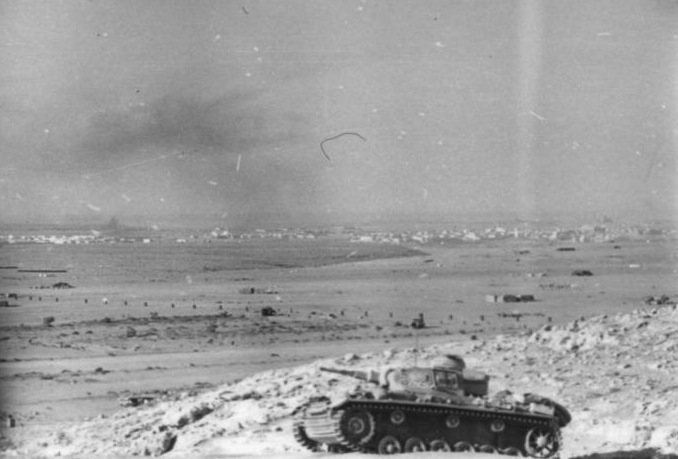
Un Panzer III tedesco sulle alture nei pressi dell'abitato di Marsa Matruh

A causa di un errore nelle comunicazioni, l'ordine di ritirata di Auchinleck raggiunse il generale Holmes solo la mattina del 28 giugno; nel corso della notte precedente il X Corps di Holmes aveva condotto alcuni contrattacchi in direzione sud per alleggerire la situazione del XIII Corps di Gott, senza rendersi conto che quest'ultimo aveva già iniziato la ritirata. Una breve discussione si tenne tra Holmes e Auchinleck, nel corso della quale il primo chiese se fosse meglio se restare a Marsa Matruh e di tenere la fortezza il più a lungo possibile, attaccare verso est lungo al strada costiera attraverso le posizioni della 90. Division tedesca o irrompere verso sud con il favore del buio. Auchinleck mise in chiaro che il X Corps non doveva tentare in nessun modo di tenere le sue posizioni difensive, e pensava che non avesse senso provare a combattere verso est lungo la strada costiera; il generale ordinò a Holmes di dividere le sue forze in più colonne e di sfondare l'accerchiamento muovendo verso sud, e di proseguire in quella direzione per alcuni chilometri prima di piegare a est e di dirigere su El Alamein.
Quella notte il X Corps si suddivise in piccole colonne e iniziò la sua marcia verso sud. Il nucleo centrale dell'Afrika Korps si era nel frattempo spostato verso est, lasciando la sola 90. Division e gli italiani del XX Corpo a investire la piazzaforte di Marsa Matruh; pesanti combattimenti, principalmente con le unità italiane, presero quindi vita mentre i britannici muovevano sulla loro strada. Una delle colonne britanniche scelse una strada che la condusse nelle vicinanze del quartier generale dell'Afrika Korps: l'unità di guardia del quartier generale venne ingaggiata in combattimento e gli ufficiali di stato maggiore dovettero difendersi, finché Rommel non decise di condurre l'unità più a sud lontano dai combattimenti.
La 29th Indian Infantry Brigade arrivò al suo punto di raggruppamento a Fukah nel tardo pomeriggio del 28 giugno, con la 21. Panzer-Division alle sue calcagna; il comandante della brigata aveva assemblato una forza di trasporti nel caso si fosse resa necessaria una ritirata veloce, ma l'attacco die carri tedeschi fu più rapido e la brigata venne sopraffatta e distrutta. La mattina presto del 29 giugno la 90. Division tedesca e la 133ª Divisione corazzata "Littorio" italiana circondarono l'abitato di Marsa Matruh; la 10th Indian Division cercò di rompere l'accerchiamento nella notte del 28 giugno, ma venne respinta dai reparti della "Littorio". L'artiglieria della 27ª Divisione fanteria "Brescia" e della 102ª Divisione motorizzata "Trento" iniziò a battere le posizioni britanniche a Marsa Matruh, e le due divisioni italiane si unirono alla 90. Division nell'investire direttamente la piazzaforte britannica: dopo duri combattimenti di fanteria e vari tentativi dei britannici di rompere l'accerchiamento, la guarnigione fu infine costretta a capitolare. Nel pomeriggio del 29 giugno il 7º Reggimento bersaglieri entrò per primo nella città e accettò la resa di 6000 soldati britannici, catturando un vasto ammontare di rifornimenti ed equipaggiamenti.
Alla 90. Division non venne dato alcun momento per riposarsi, e fu velocemente indirizzata lungo la strada costiera all'inseguimento dell'Eighth Army in ritirata; la 21. Panzer-Division intercettò diverse colonne britanniche nella zona di Fukah e fece altri 1600 prigionieri. Rommel diresse il nucleo del suo Afrika Korps 24 chilometri a sud nel deserto, al fine di tentare di accerchiare altri reparti britannici in ritirata; piccole colonne di truppe di entrambi i contendenti presero a correre sul terreno accidentato del deserto verso El Alamein: le unità si mescolarono e si disorganizzarono, con le colonne opposte che correvano parallele l'una all'altra e con colonne tedesche che a volte correvano davanti ai britannici in ritirata.

## Conseguenze

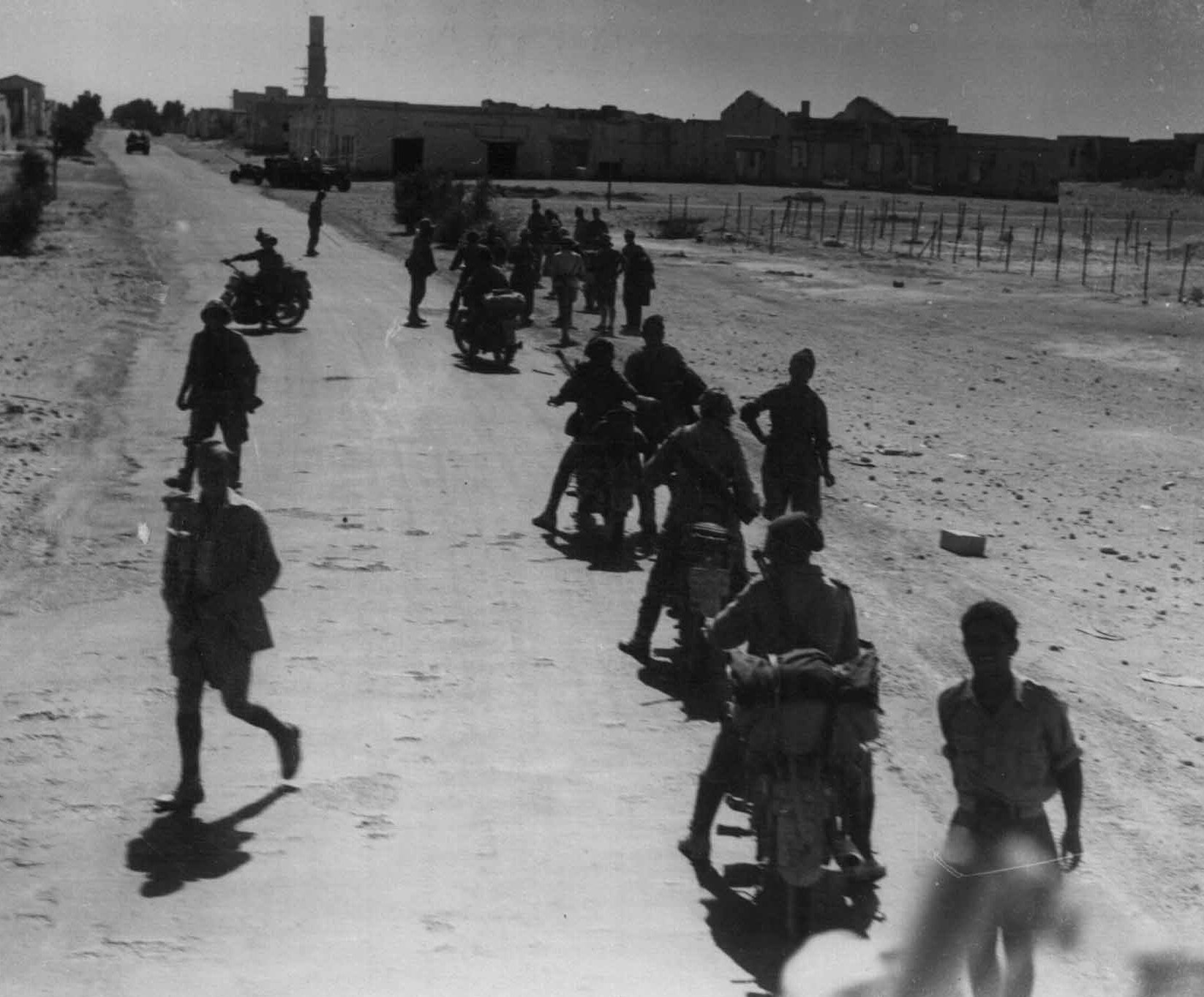
I bersaglieri del 7º Reggimento entrano nell'abitato di Marsa Matruh durante le fasi finali della battaglia

Lo scontro di Marsa Matruh fu determinato dal posizionamento dell'Eighth Army britannica, dal fraintendimento di esso da parte di Rommel e dalla cronica mancanza di collaborazione tra la fanteria britannica e i reparti corazzati. Dopo la guerra, il feldmaresciallo britannico Henry Maitland Wilson riassunse lo scontro in questo modo: «il XIII Corps semplicemente scomparve e lasciò al palo il X Corps». Il generale Holmes stimò che solo il 60% del X Corps riuscì a ripiegare sulla posizione di El Alamein; il generale tedesco Friedrich von Mellenthin, ufficiale d'intelligence di Rommel durante la battaglia, commentò che «A causa dell'esitazione di Auchinleck, i britannici non solo persero la grande opportunità di distruggere la Panzerarmee, ma subirono una grave sconfitta, che avrebbe potuto facilmente trasformarsi in un disastro irreparabile. Sottolineo questo punto, perché per lo studente aspirante generale ci sono poche battaglie così istruttive come Marsa Matruh»
Dopo la sua fuga da Marsa Matruh, il X Corps era sparpagliato e gravemente disorganizzato, e venne di conseguenza ritirato nella zona del delta del Nilo e ridesignato come "Delta Force", rimanendo in disparte durante la prima fase della successiva prima battaglia di El Alamein. La 2nd New Zealand Division non si raggruppò a Fukah ma continuò la sua ritirata fino a El Alamein, dove fu poi schierata sulla linea difensiva dell'Eighth Army. Circa 8000 soldati alleati furono presi prigionieri durante la battaglia, di cui 6000 nella sola Marsa Matruh; i britannici persero anche 40 carri armati, larghi quantitativi di rifornimenti ed equipaggiamenti bastevoli per una divisione.
Con la disponibilità dell'aeroporto di Marsa Matruh, gli aerei dell'Asse si trovavano ora a 260 chilometri da Alessandria, e la Mediterranean Fleet britannica dovette quindi lasciare la base e disperdersi presso i porti del Mediterraneo orientale. Il capo dell'Intelligence Division dell'United States Army predisse che la posizione britannica in Egitto sarebbe collassata nel giro di una settimana; le persone iniziarono a lasciare l'Egitto per riparare a est in Palestina, mentre l'aria de Il Cairo venne riempita dal fumo dei roghi di documenti segreti appiccati dai britannici. L'esercito britannico iniziò ad allagare intenzionalmente varie zone del delta del Nilo, si preparò ad attuare vaste demolizioni di infrastrutture e predispose posizioni difensive ad Alessandria e lungo il canale di Suez; si discusse circa l'attuazione di una politica di terra bruciata, anche se poi si decise di non procedere in questo senso.
Mellenthin scrisse che «Rommel potrebbe essere stato fortunato, ma Marsa Matruh è stata sicuramente una brillante vittoria tedesca e ci ha dato grandi speranze di "rimbalzare" l'Eighth Army fuori dalla linea di Alamein». Auchinleck riuscì però a radunare l'Eighth Army e in un mese di battaglia bloccò l'avanzata dell'asse nel corso della prima battaglia di El Alamein; alla fine dello scontro entrambe le parti erano esauste, ma i britannici mantenevano ancora le loro posizioni. Il momento di crisi degli Alleati passò e l'Eighth Army iniziò a ricostruire le sue forze in preparazione di un ritorno all'offensiva.